# 메스로프 마슈토츠

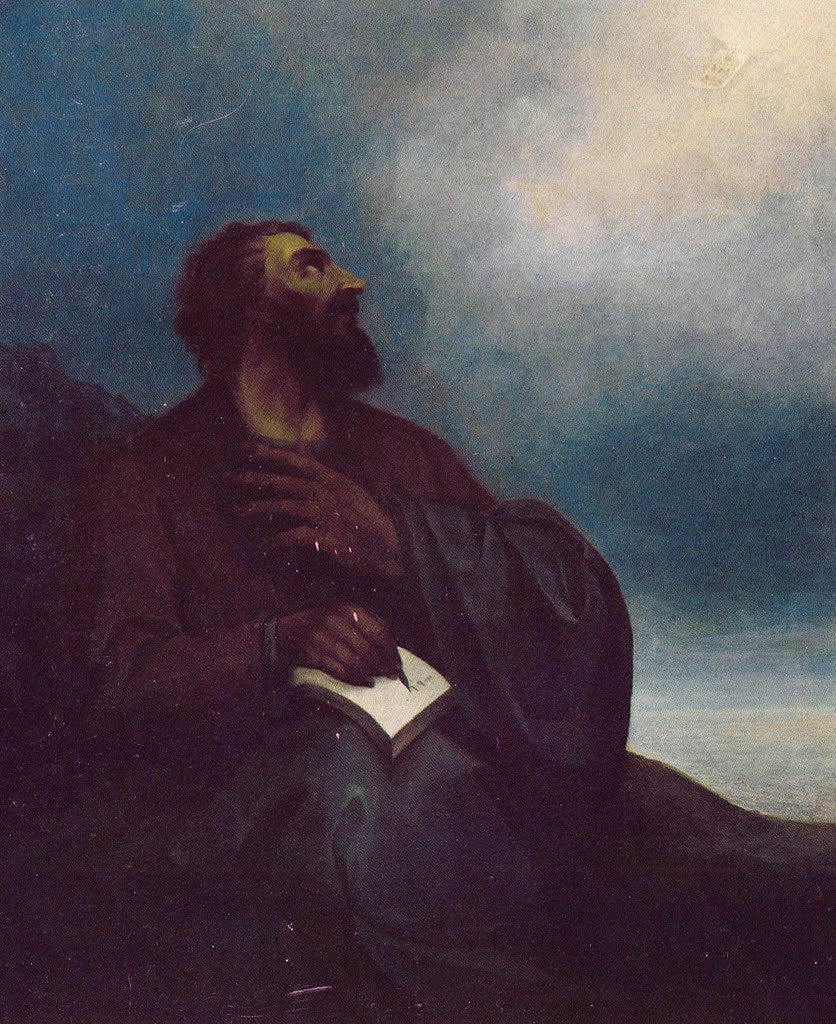
메스로프 마슈토츠

메스로프 마슈토츠(아르메니아어: Մեսրոպ Մաշտոց, 360년 ~ 440년 2월 17일)는 고대 아르메니아의 언어학자로, 아르메니아 문자를 고안한 인물로 알려져 있다. 이러한 업적 덕분에 아르메니아 사도교회에 의해 성인으로 되어 있다.

## 개요
대아르메니아 왕국의 타론 (현 튀르키예 무슈주 코르쿠트) 출신이다.
아르메니아의 역사서에 의하면, 메스로프 마슈토츠는 아르메니아 문자를 만들어낸 것은 404년에서 406년경이다. 마슈토츠는 또한 조지아 문자와 알바니아 문자도 만들었다고 하는 설도 있지만 신빙성은 떨어진다. 문자가 창시된 아르메니아가 로마 제국과 사산 왕조 페르시아로 분할로 지배받던 시기였다. 이 지역의 문자는 창시 때까지 그리스 문자와 아시리아 문자를 사용하여 작성했다.
오샤칸에 소재한 성 메스로프 마슈토츠 대성당에 무덤이있다. 1993년부터 1995년까지 발행된 100 드람 지폐에 좌상이 사용되고 있었다.

## 같이 보기
- 성경 번역